# Academia Film Olomouc
Academia Film Olomouc (afgekort: AFO) is een in jaarlijks internationaal filmfestival dat plaatsvindt in Olomouc, Tsjechië. Op het festival worden een week lang populairwetenschappelijke films en documentaires getoond. AFO is ontstaan in 1966 als initiatief van onder andere Krátký film Praha, de Palacký Universiteit en de Tsjecho-Slowaakse Academie van wetenschappen.